# Cape South Easter Trophy 1967
Závod Cape South Easter Trophy 1967 byl úvodním závodem Mistrovství Jihoafrické republiky Formule 1. Šampionát nebyl součástí mistrovství světa. Na okruhu Killarney zvítězil John Love s monopostem Cooper T79. Závod byl vypsán na dvě rozjížďky po 25 kolech a konečný vítěz byl stanoven po součtu obou kol.

## Popis
V prvním závodě na 25 kol zvítězil John Love (Cooper) před Bobem Andersonem (Brabham) a protože v druhém závodě si oba jezdci pořadí prohodili, o vítězi rozhodla rychlejší první rozjížďka a tak se vítězem stal John Love. Již první rozjížďka znamenala konec nadějím pro Dave Charltona (Brabham), kterého zradila technika, konkrétně ho vyřadila prasklá poloosa jen těsně před závěrem prvního závodu. Prasklá poloosa na voze Dave Charltona byla natolik závažná, že nešla opravit a tak Dave Charlton nemohl nastoupit do druhé rozjížďky. Dalšími, kteří neviděli cíl prvního závodu byli Peter Gaylard a John McNicol (oba Lotus), prvně jmenovaný sice ve druhém závodě zajel sedmý čas, ale na body v celkovém součtu to nestačilo.
Vítězem celého závodu se stal John Love, který v prvním závodě zvítězil a ve druhém byl druhý, před Bobem Andersonem (druhý a první). Třetí byl jednoznačně Sam Tingle (LDS), v obou jízdách byl shodně třetí, také o čtvrtém a pátém místě nebylo třeba přemýšlet, Jackie Pretorius (Lotus) (4 a 4) a Trevor Blokdyk (Cooper) (5 a 5). O poslední bod svedli souboj Luki Botha (Brabham) a Leo Dave (Alfa Romeo) (oba šestí), nakonec si bod za šesté místo odnesl Leo Dave jenž v první jízdě dojel na sedmém místě zatímco Luki Botha (šestý v první jízdě) druhou jízdu pokazil a dojel až osmý.

## Výsledky
| Legenda k tabulce | Legenda k tabulce                                                                       |
| Barva             | Výsledek                                                                                |
| ----------------- | --------------------------------------------------------------------------------------- |
| Zlatá             | Vítěz                                                                                   |
| Stříbrná          | 2. místo                                                                                |
| Bronzová          | 3. místo                                                                                |
| Zelená            | Bodované umístění                                                                       |
| Modrá             | Nebodované umístění                                                                     |
| Modrá             | Dokončil neklasifikován (NC)                                                            |
| Fialová           | Odstoupil (Ret)                                                                         |
| Červená           | Nekvalifikoval se (DNQ)                                                                 |
| Červená           | Nepředkvalifikoval se (DNPQ)                                                            |
| Černá             | Diskvalifikován (DSQ)                                                                   |
| Bílá              | Nestartoval (DNS)                                                                       |
| Bílá              | Závod zrušen (C)                                                                        |
| Světle modrá      | Pouze trénoval (PO)                                                                     |
| Světle modrá      | Páteční testovací jezdec (TD)                                                           |
| Bez barvy         | Netrénoval (DNP)                                                                        |
| Bez barvy         | Vyřazen (EX)                                                                            |
| Bez barvy         | Nepřijel (DNA)                                                                          |
| Bez barvy         | Odvolal účast (WD)                                                                      |
| Bez barvy         | Nezúčastnil se (prázdné)                                                                |
| Označení          | Význam                                                                                  |
| Tučnost           | Pole position                                                                           |
| Kurzíva           | Nejrychlejší kolo                                                                       |
| †                 | Jezdec nedojel do cíle, ale byl klasifikován, protože odjel více než 90 % délky závodu. |
| ‡                 | Byl udělován poloviční počet bodů, protože bylo odjeto méně než 75 % délky závodu.      |
| Horní index       | Umístění bodujících jezdců ve sprintu                                                   |

| Pozice | Jezdec           | Vůz                | Čas            |
| ------ | ---------------- | ------------------ | -------------- |
| 1      | John Love        | Cooper T79         | 50 kol         |
| 2      | Bob Anderson     | Brabham BT11       | 50 kol         |
| 3      | Sam Tingle       | LDS 3              | 50 kol         |
| 4      | Jackie Pretorius | Lotus 21           | 50 kol         |
| 5      | Trevor Blokdyk   | Cooper T56         | 50 kol         |
| 6      | Leo Dave         | Alfa Romeo Special | 49 kol         |
| 7      | Luki Botha       | Brabham BT11       | 47 kol         |
| 8      | Chris Ward       | LDS 1              | 46 kol         |
|        | Neklasifikováni  |                    |                |
| Ret    | Peter Gaylard    | Lotus 18           | Neklasifikován |
|        | Odstoupili       |                    |                |
| Ret    | Peter de Klerk   | LDS 3              | Nehoda         |
| Ret    | John McNicol     | Lotus 20           | Nehoda         |
| Ret    | Dave Charlton    | Brabham BT11       | Poloosa        |

### Nejrychlejší kolo
- John Love -Cooper T79 – 1:21,4

### Rozjížďky
| I. kolo | Jezdec           | Vůz                | Čas     | II. kolo | Jezdec           | Vůz                | Čas    |
| ------- | ---------------- | ------------------ | ------- | -------- | ---------------- | ------------------ | ------ |
| 1       | John Love        | Cooper T79         | 25 kol  | 1        | Bob Anderson     | Brabham BT11       | 25 kol |
| 2       | Bob Anderson     | Brabham BT11       | 25 kol  | 2        | John Love        | Cooper T79         | 25 kol |
| 3       | Sam Tingle       | LDS 3              | 25 kol  | 3        | Sam Tingle       | LDS 3              | 25 kol |
| 4       | Jackie Pretorius | Lotus 21           | 25 kol  | 4        | Jackie Pretorius | Lotus 21           | 25 kol |
| 5       | Trevor Blokdyk   | Cooper T56         | 25 kol  | 5        | Trevor Blokdyk   | Cooper T56         | 25 kol |
| 6       | Luki Botha       | Brabham BT11       |         | 6        | Leo Dave         | Alfa Romeo Special |        |
| 7       | Leo Dave         | Alfa Romeo Special |         | 7        | Peter Gaylard    | Lotus 18           |        |
| 8       | Peter de Klerk   | LDS 3              |         | 8        | Luki Botha       | Brabham BT11       |        |
| 9       | Chris Ward       | LDS 1              |         | 9        | Chris Ward       | LDS 1              |        |
|         | Neklasifikován   |                    |         |          | Odstoupili       |                    |        |
| 10      | Dave Charlton    | Brabham BT11       | Poloosa | Ret      | Peter de Klerk   | LDS 3              | Nehoda |
|         | Odstoupili       |                    |         | Ret      | John McNicol     | Lotus 20           | Nehoda |
| Ret     | Peter Gaylard    | Lotus 18           |         |          |                  |                    |        |
| Ret     | John McNicol     | Lotus 20           | Nehoda  |          |                  |                    |        |

### Zajímavosti
| Pole position       | Vítězství       | Nej. kolo       |
| Vlajka Jižní Afriky | Vlajka Rhodésie | Vlajka Rhodésie |
| Dave Charlton       | John Love       | John Love       |
| Brabham BT11        | Cooper T79      | Cooper T79      |
| 1'33.5              | -               | 1'21.4          |
| ------------------- | --------------- | --------------- |

### Stav mistrovství JAR
| Pozice | Jezdec           | Body |
| ------ | ---------------- | ---- |
| 1      | John Love        | 9    |
| 2      | Bob Anderson     | 6    |
| 3      | Sam Tingle       | 4    |
| 4      | Jackie Pretorius | 3    |
| 5      | Trevor Blokdyk   | 2    |
| 6      | Leo Dave         | 1    |